# Énergie solaire en Afrique du Sud

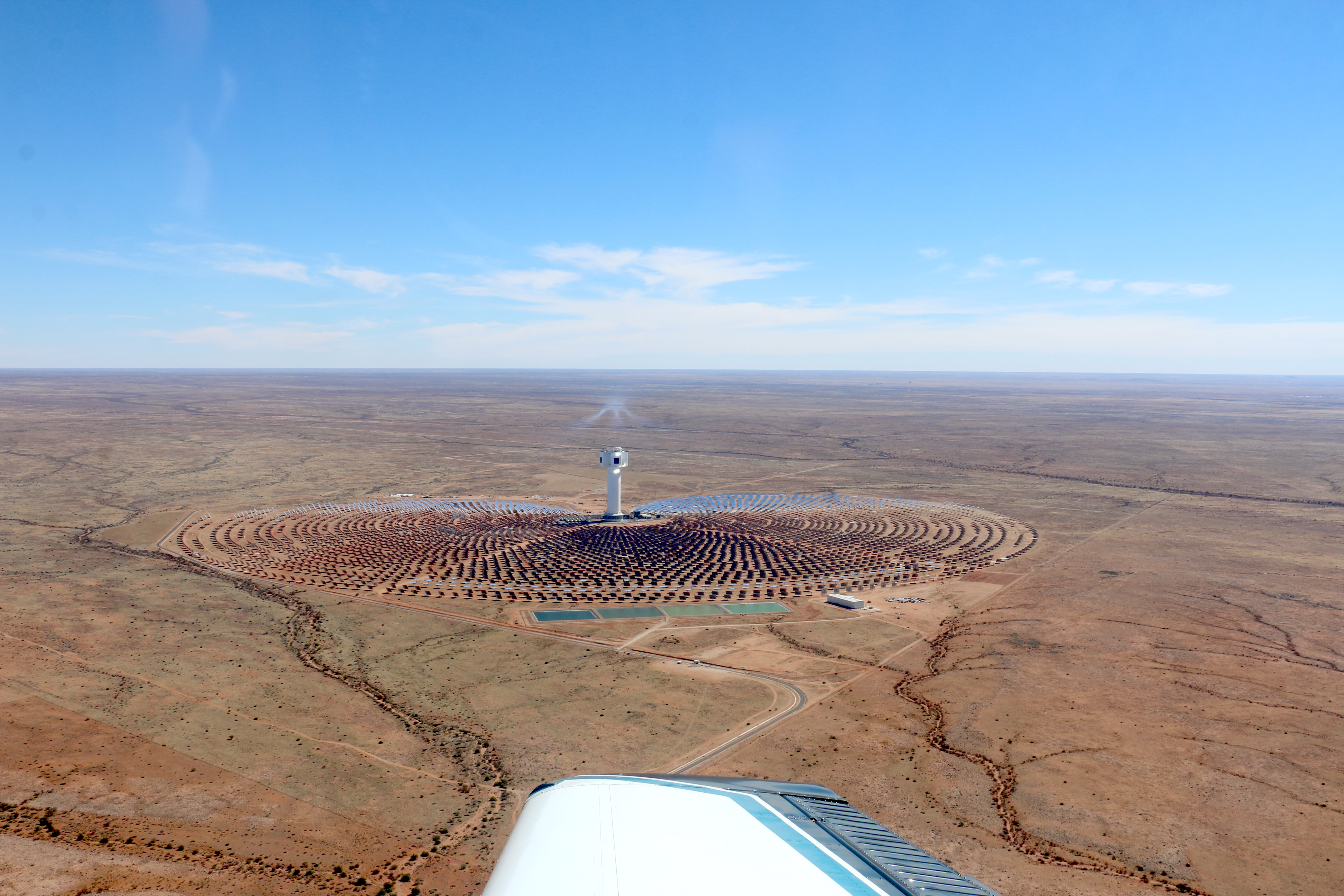
La centrale solaire à concentration de Khi, dans la province du Cap-Nord.

L'énergie solaire en Afrique du Sud a connu un démarrage tardif mais prometteur, grâce à un ensoleillement parmi les meilleurs au monde et à une politique de soutien initiée en 2010 : le Renewable Energy Independent Power Producer Programme prévoit l'installation de centrales solaires d'une puissance de 8,2 GWc d'ici 2030.
La filière solaire thermique de l'Afrique du Sud se classait au 19e rang mondial en 2020, avec 0,35 % du total mondial, mais au 1er rang en Afrique.
La filière photovoltaïque fournissait 2 % de la production nationale d'électricité en 2022 ; sa progression a été très rapide de 2014 à 2017, puis en 2020 et 2021 après deux années de répit ; la mise en service en 2013 et 2014 des premières centrales solaires de grande taille a augmenté fortement la production ; la puissance installée est passée de 41 MWc fin 2012 à 4 172 MWc fin 2020 ; en comparaison, celle de la France est de 10 920 MWc.
La filière solaire thermodynamique à concentration commence à émerger, avec sept centrales en fonctionnement fin 2018, totalisant 400 MW de puissance, et plusieurs autres en projet. Elle fournissait 0,6 % de l'électricité du pays en 2022.

## Potentiel solaire de l'Afrique du Sud

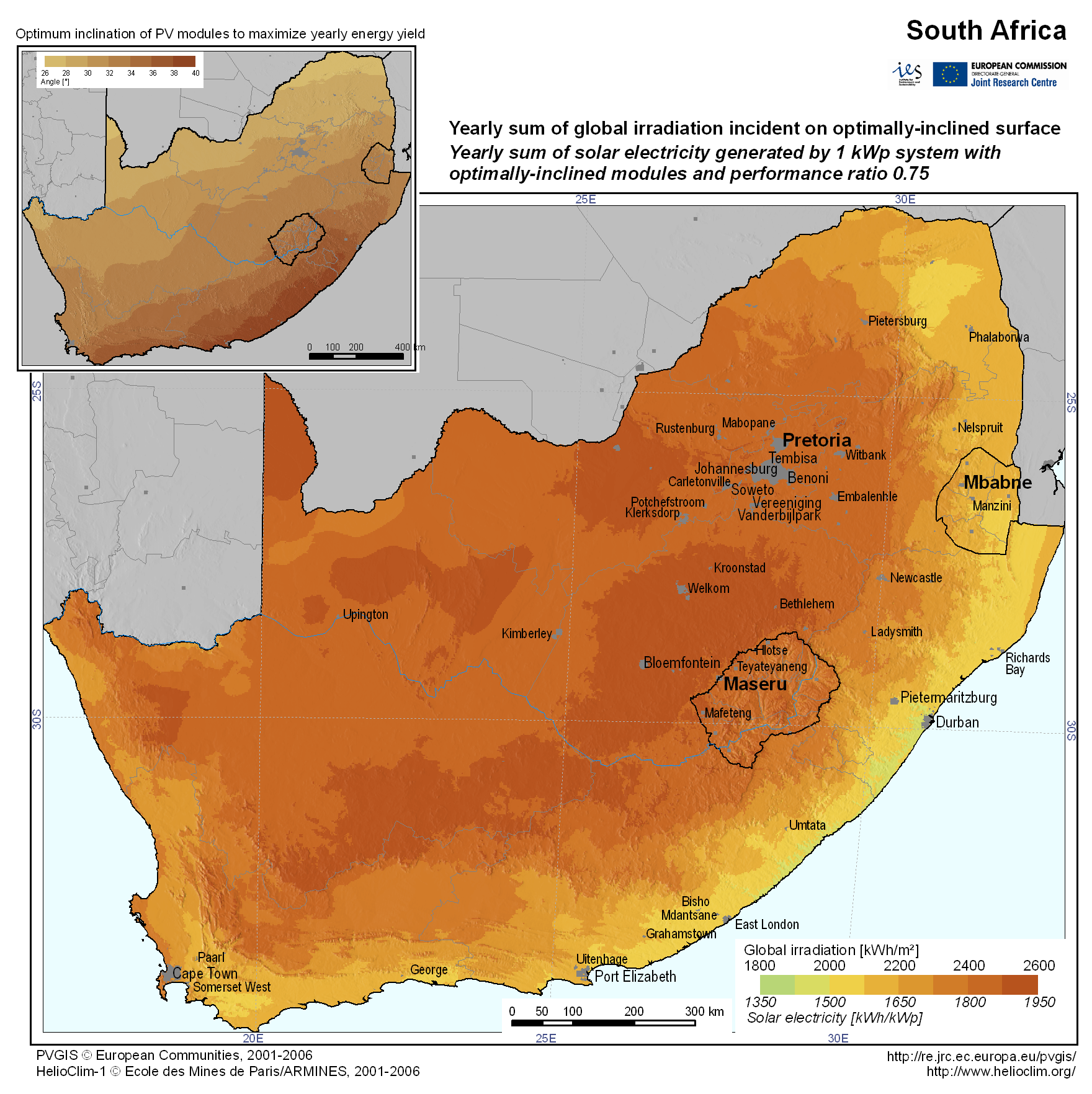
Carte d'irradiation solaire globale horizontale de l'Afrique du Sud.

La carte ci-contre montre que le potentiel solaire de l'Afrique du Sud est particulièrement élevé : la majeure partie du territoire dépasse 2 400 kWh/m², et de vastes régions au centre et au nord atteignent des ensoleillements supérieurs à 2 500 kWh/m², niveau qui ne se retrouvent que dans les parties les plus ensoleillées du Sahara, de l'Arabie et du nord du Chili ; la totalité de l'Afrique du Sud dépasse le niveau de 1 600 kWh/m² qui est celui de la Provence.

## Solaire thermique

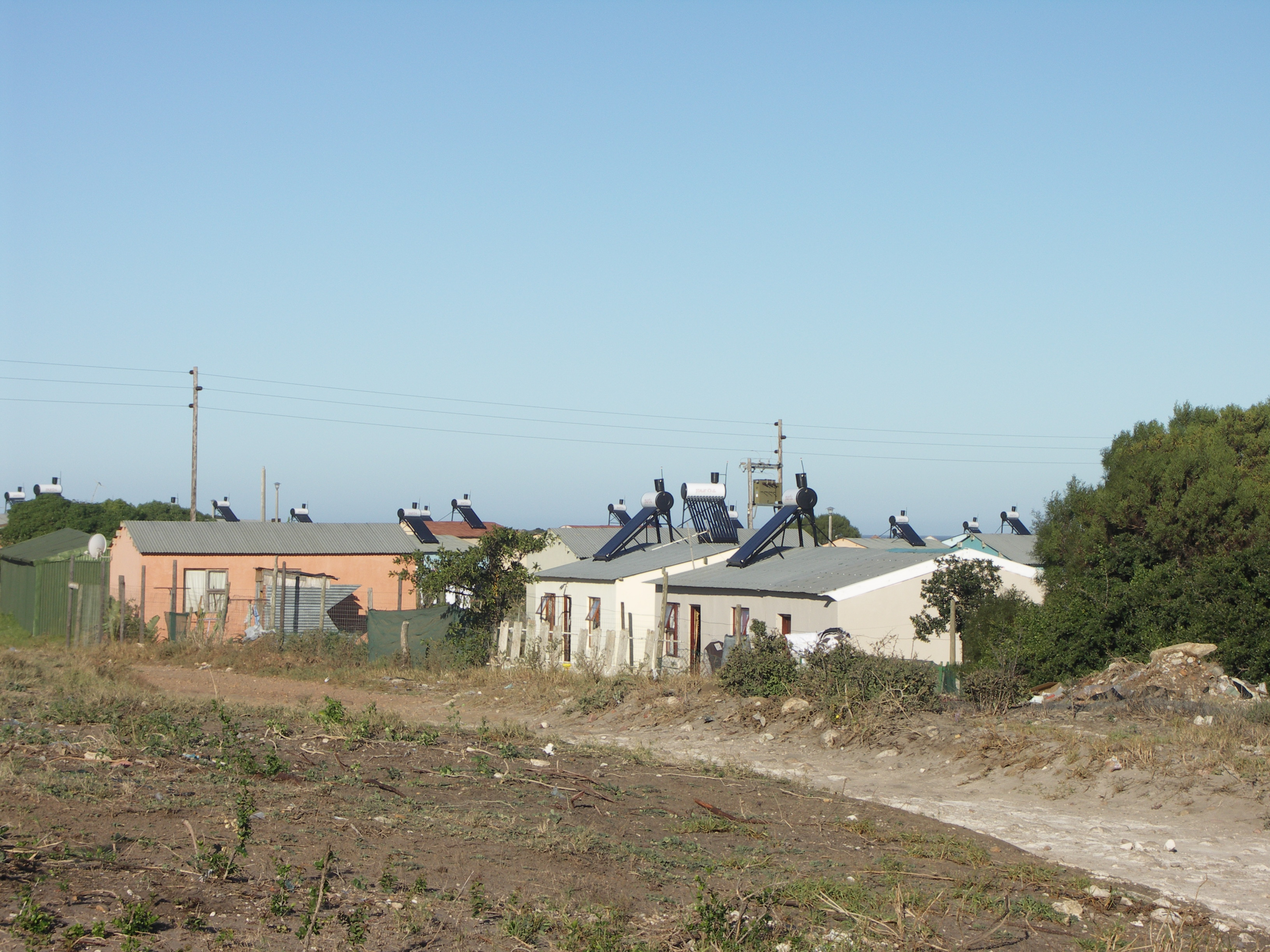
Chauffe-eau solaires installés sur des habitations à bas prix dans la municipalité de Kouga, province du Cap oriental, mai 2011.

Selon l'Agence internationale de l'énergie, à la fin 2020, la puissance installée cumulée des capteurs solaires thermiques en Afrique du Sud atteignait 1 745 MWth, soit 2,49 Mm2 (millions de m²) de capteurs, très loin derrière le leader mondial : la Chine (364 000 MWth) et les États-Unis (18 185 MWth) ; l'Afrique du Sud se classait au 19e rang mondial avec 0,35 % du total mondial, mais au 1er rang en Afrique et un peu au-dessus du niveau de la France métropolitaine (1 634 MWth). Le marché sud-africain a été de 112 MWth de nouvelles installations en 2020, soit seulement 0,5 % du marché mondial. La puissance solaire thermique par habitant était de 14,16 Wth seulement fin 2020 contre 600 Wth aux Barbades, 460 Wth à Chypre et 17,4 Wth au Maroc.

## Photovoltaïque

### Production d'électricité
L'Agence internationale de l'énergie estime le taux de pénétration théorique du solaire photovoltaïque à 6,8 % de la consommation totale d'électricité du pays fin 2023 (moyenne de l'UE : 10,3 %) ; cette estimation est basée sur la puissance installée au 31/12/2023, donc supérieure à la production réelle de l'année ; au 1er rang mondial, l'Espagne a un taux de pénétration de 21,1 % ; la Chine est à 9,6 %, le Maroc à 7,6 %, les États-Unis à 6 % et la France à 5,8 %.
Le solaire photovoltaïque a produit 4 777 GWh en 2022, soit 2,0 % de la production d'électricité du pays.
L'Energy Institute estime la production d'électricité solaire (photovoltaïque + thermodynamique)de l'Afrique du Sud à 6,2 TWh en 2022, soit 2,6 % de la production d'électricité du pays, et 6,4 TWh en 2023 (2,9 %).
| Année | Production (GWh) | Accroissement | Part prod.élec. |
| 2013  | 19               |               | 0,007 %         |
| 2014  | 1 008            | x53           | 0,40 %          |
| 2015  | 1 946            | +93 %         | 0,78 %          |
| 2016  | 2 509            | +29 %         | 0,99 %          |
| 2017  | 3 249            | +29 %         | 1,27 %          |
| 2018  | 3 212            | -1 %          | 1,25 %          |
| 2019  | 3 255            | +1 %          | 1,29 %          |
| 2020  | 4 071            | +25 %         | 1,70 %          |
| 2021  | 5 001            | +23 %         | 2,05 %          |
| 2022  | 4 777            | -4,5 %        | 2,03 %          |

### Puissance installée

Puissance photovoltaïque installée par année en Afrique du Sud.

L'Afrique du Sud a installé près de 3 GWc en 2023, selon l'Agence internationale de l'énergie-PVPS.
L'Energy Institute estime la puissance installée solaire photovoltaïque de l'Afrique du Sud à 5 826 MWc en 2022 et 5 664 MWc en 2023.
La puissance installée du parc photovoltaïque sud-africain atteint 4 172 MWc à la fin de 2020, dont 3 172 MWc de centrales solaires et environ 1 000 MWc d'installations de petite taille (solaire diffus). Les nouvelles installations de 2020 se sont élevées à 1 300 MWc, dont 800 MWc de centrales et environ 500 MWc en solaire diffus.
Les nouvelles installations ont atteint 1 GWc en 2019.
En 2018, l'Afrique du Sud a installé seulement 60 MWc, portant sa puissance installée à 1,86 GWc, au 1er rang africain et au 24e rang mondial avec 0,4 % du total mondial.
En 2015, l'Afrique du Sud avait installé 200 MWc, portant sa puissance cumulée à 1 120 MWc ; en comparaison, celle de la France était de 6 580 MWc.
En 2014, le photovoltaïque en Afrique du Sud a effectué un bond en avant avec 800 MWc installés dans l'année, plaçant le pays au 9e rang mondial ; sa puissance cumulée de 922 MWc fin 2014 la classe au 21e rang mondial ; ce résultat a été obtenu grâce à des appels d'offres.
La puissance installée en 2012 n'était que de 41 MWc, dont 31,3 MWc destinés à l'électrification des zones rurales :
- électrification domestique : 8,5 MWc pour 116 268 foyers équipés ;
- électrification communautaire : 8,2 MWc ;
- pompage photovoltaïque : 2,3 MWc ;
- applications professionnelles : 11,3 MWc.

### Politique de soutien au photovoltaïque
Alors que 90 % de l'électricité sud-africaine est produite à partir de charbon et que 25 % des foyers ne sont pas encore connectés au réseau électrique, le gouvernement prévoit, dans son Integrated Resource Plan (IRP) pour l'électricité du 25 mars 2011, d'investir 90 Mds € au cours des années 2010 à 2030 pour doubler la production d'électricité, actuellement en situation de pénurie, et 42 % des 42,6 GW supplémentaires envisagés devraient être renouvelables (17,8 GW renouvelables, 9,6 GW nucléaires, 6,3 GW charbon et 8,9 GW d'autres sources) ; un des projets consiste à construire en dix ans à Upington un parc solaire de 5 000 MW ; dans la part des EnR sont prévus 8,4 GW d'éolien, 8,4 GW de solaire et 100 MW de solaire à concentration.
Le plan d'électrification rurale du Département de l'énergie Integrated Resource Plan 2010-2013 prévoit l'installation de 300 MWc/an à partir de 2012 et jusqu'en 2017, puis 1 000 MWc/an ; l'objectif est de raccorder à l'électricité 96 % de la population d'ici 2016. Environ 3,4 millions de foyers ruraux auraient été connectés à fin 2012, dont 160 000 durant l'année 2012.
Le Renewable Energy Independent Power Producer Programme (REIPP - Programme en faveur des producteurs indépendants d'électricité par les énergies renouvelables) prévoit l'installation de centrales solaires d'une puissance de 1,5 GWc d'ici la fin 2014 et 8,2 GWc en 2030.
Selon les professionnels du secteur (branche photovoltaïque de l'association SESSA - Sustainable Energy Society South Africa), la parité réseau est atteinte ou proche en 2013, mais le développement du photovoltaïque est freiné par les lourdeurs bureaucratiques et des incohérences réglementaires ; l'investissement dans des panneaux solaires de toiture est rentabilisé en 5 à 7 ans, et améliore la sécurité en fournissant de l'électricité pendant les coupures de courant, fréquentes en Afrique du Sud.
Les puissants syndicats du charbon luttent contre les soutiens au photovoltaïque, accusés de menacer des emplois,.

### Principaux acteurs
Plusieurs développeurs européens, comme Abengoa, Juwi ou SMA, sont d'ores et déjà présents sur le marché sud-africain. Les sociétés chinoises Jinko Solar et Suntech ont annoncé leur intention d'y ouvrir de nouvelles unités de production de modules photovoltaïques.
L'entreprise Eren Groupe RE et ses filiales, entreprise française, est également un acteur majeur dans le développement des énergies renouvelables en Afrique,.

### Principales centrales photovoltaïques
Les deux premiers appels d'offres du programme REIPPPP ont permis d'attribuer 47 contrats d'achat d'électricité sur 20 ans par la compagnie publique Eskom à des projets solaires, éoliens et mini-hydrauliques, dont 27 projets solaires photovoltaïques avec une puissance totale de 1 048 MW ; le premier de ces projets a été mis en service en septembre 2013 à Kalkbut (75 MW). Avec le 3e appel d'offres, 17 projets se sont ajoutés à cette liste, portant à 3 900 MW la puissance totale attribuée ; fin juin 2013, les 14 projets terminés totalisaient 600 MW.
| Nom                  | Localité     | Province       | Puiss. (MWc) | Surface | Mise en service | Exploitant/Propriétaire                      |
| Kathu,               | Kathu        | Cap du Nord    | 100          |         | 2015            | Renewable Energy Investments of South Africa |
| Jasper,              | Kimberley    | État-Libre     | 96           |         | novembre 2014   | SolarReserve                                 |
| Sishen,              | Dibeng       | Cap du Nord    | 94,3         |         | décembre 2014   | Acciona                                      |
| Solar Capital De Aar | De Aar       | Cap du Nord    | 85,26        |         | 2014            |                                              |
| Paleisheuwel         | Paleisheuwel | Cap occidental | 82,5         |         | avril 2016      | ENEL                                         |
| Dreunberg,           | Burgersdorp  | Cap oriental   | 75           | 225 ha  | août 2014       | Scatec Solar + Norfund (Norvège)             |
| Kalkbut,             | Kalkbut      | Cap du Nord    | 75           | 105 ha  | septembre 2013  | Scatec Solar                                 |
| Lesedi,              | Kimberley    | État-Libre     | 75           |         | mai 2014        | SolarReserve                                 |
| Letsatsi,            | Bloemfontein | Cap du Nord    | 75           |         | mai 2014        | SolarReserve                                 |
| Boshof               | Boshof       | Cap du Nord    | 60           |         | 2015            |                                              |
| Droogfontein         | Droogfontein | Cap du Nord    | 50           |         | 2014            |                                              |
| De Aar SP            | De Aar       | Cap du Nord    | 50           |         | 2014            |                                              |
| Linde                | Hanover      | Cap du Nord    | 40           |         | juin 2014       | Scatec Solar                                 |
| Touwsrivier,         | Touwsrivier  | Cap occidental | 36           |         | 2014-2020       | Soitec, puis juwi                            |

| Nom                   | Localité | Province    | Puiss. (MWc) | Surface | Mise en service | Développeur/Propriétaire |
| Khara hais Solar farm | Upington | Cap du Nord | 1000         |         | ?               |                          |

### South African Solar Challenge
- (en) Cet article est partiellement ou en totalité issu de l’article de Wikipédia en anglais intitulé « South African Solar Challenge » (voir la liste des auteurs).

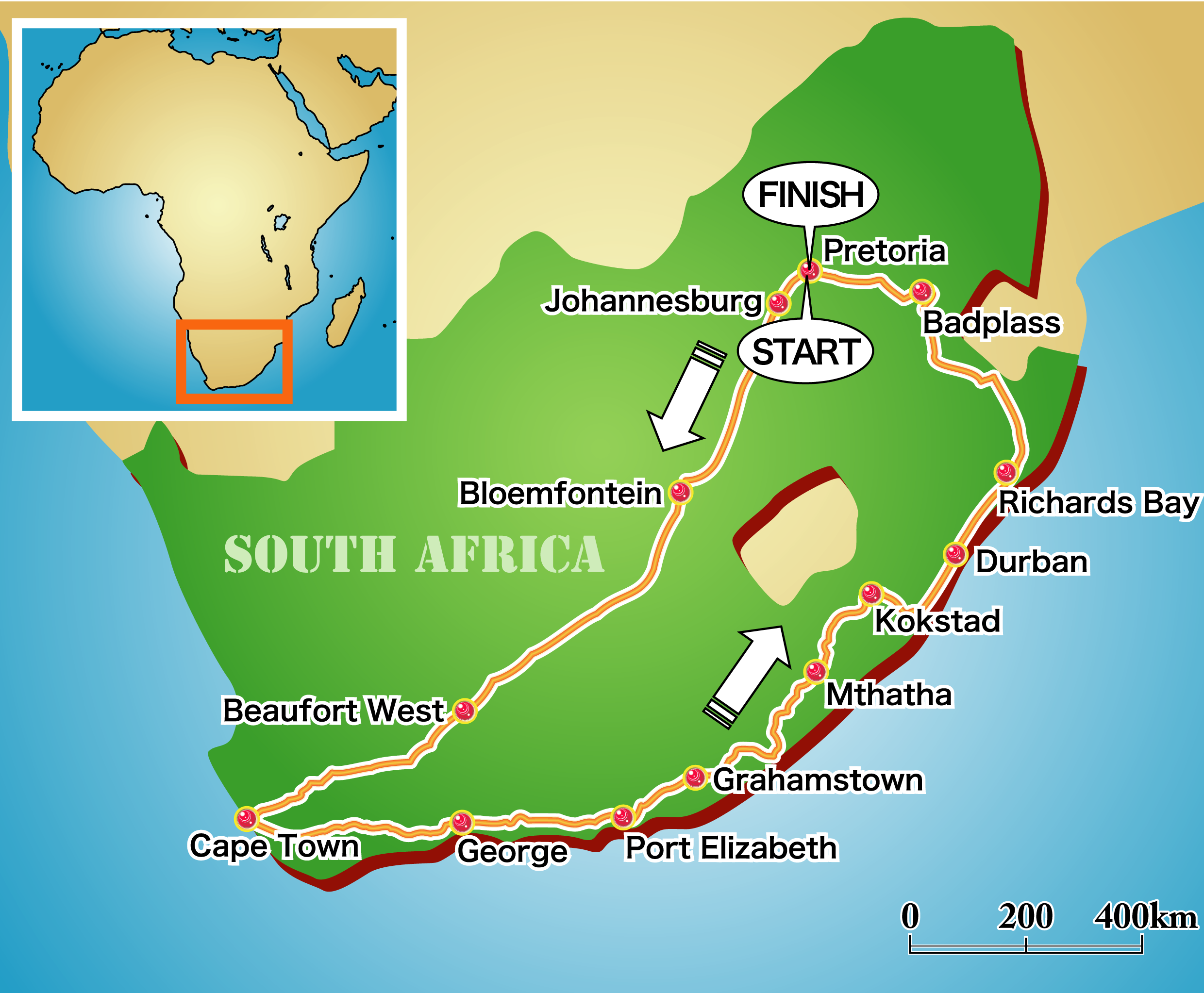
Carte du parcours du "South African Solar Challenge 2010".

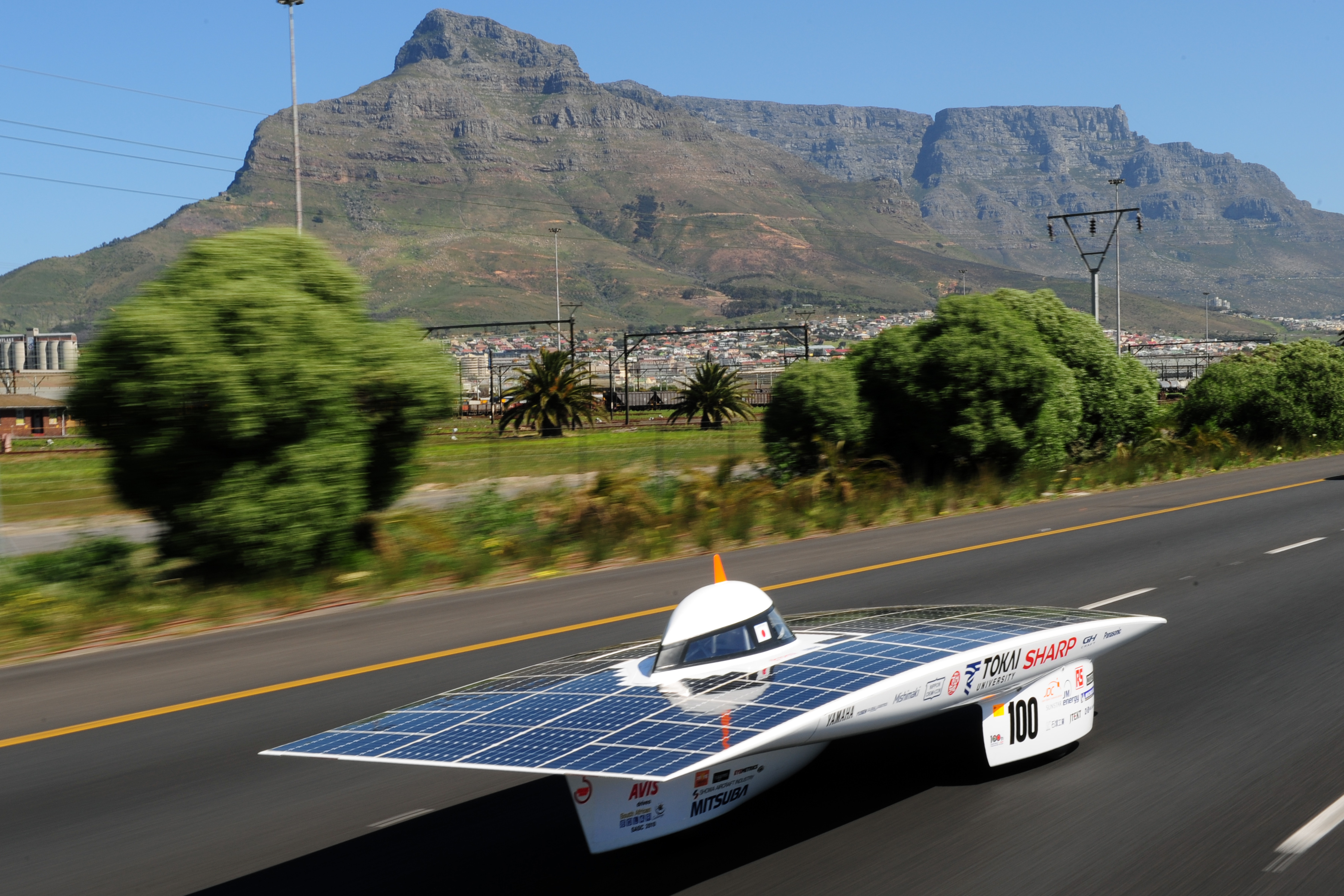
La voiture solaire "Tokai Challenger" de l'Université Tōkai en course devant la montagne de la Table qui surplombe la ville du Cap ; elle a remporté le "South African Solar Challenge 2010".

L'Afrique du Sud organise tous les deux ans le South African Solar Challenge, rebaptisé Sasol Solar Challenge du nom de son sponsor principal Sasol, une course internationale de véhicules alternatifs : véhicule électrique, véhicule hybride, véhicule solaire, véhicule à biocarburant ; l'objectif principal est de promouvoir la voiture solaire. Depuis sa création en 2008, des véhicules expérimentaux parcourent un circuit variant de 4 100 km à travers l'Afrique du Sud, entre les villes de Johannesburg, Le Cap, Durban et Pretoria pour l'édition de 2010, et même 5 400 km en 2012, à 2 000 km entre Le Cap et Pretoria pour l'édition 2014. Les équipes participant à la course sont en général formées par des universités ou des entreprises de divers pays.

## Énergie solaire thermodynamique
- (en) Cet article est partiellement ou en totalité issu de l’article de Wikipédia en anglais intitulé « List of power stations in South Africa » (voir la liste des auteurs).

La production solaire thermodynamique a démarré en 2015 avec 190 GWh ; elle a atteint 1 652 GWh en 2021, soit 0,7 % de la production d'électricité du pays, puis 1 445 GWh en 2022 (0,6 %).
L'Energy Institute estime la puissance installée solaire thermodynamique de l'Afrique du Sud à 500 MW en 2022, inchangée en 2023.
| Année | Production (GWh) | Accroissement | Part prod.élec. |
| 2015  | 190              |               | 0,08 %          |
| 2016  | 498              | +162 %        | 0,2 %           |
| 2017  | 687              | +38 %         | 0,3 %           |
| 2018  | 1 029            | +50 %         | 0,4 %           |
| 2019  | 1 554            | +51 %         | 0,6 %           |
| 2020  | 1 623            | +4 %          | 0,7 %           |
| 2021  | 1 652            | +2 %          | 0,7 %           |
| 2022  | 1 445            | -12,5 %       | 0,6 %           |

La filière thermodynamique était en phase de démarrage en 2014, la centrale de KaXu Solar One (100 MW) est entrée en service en 2015 ; en 2016, la puissance installée du parc sud-africain est passée de 100 MW à 200 MW ; la centrale tour de Khi Solar One (50 MW) a été inaugurée le 5 février 2016 et la centrale cylindro-parabolique de Bokpoort (50 MW) le 14 mars 2016. Plusieurs centrales sont en construction : Xina Solar One (100 MW) devrait être opérationnelle en 2017, Kathu Solar Park (100 MW) et la centrale tour de Redstone (100 MW) en 2018.
En 2018 ont été mises en service les centrales cylindro-paraboliques Ilanga 1 et Kathu Solar Park (100 MW chacune). La puissance installée totale atteint donc 400 MW fin 2018.
| Nom               | Localisation | Province    | Technologie    | Puiss. (MW) | Date mise en service | Constructeur      | Stockage |
| Kaxu Solar One,   | Pofadder     | Cap du Nord | cylind.-parab. | 100         | mars 2015            | Abengoa           | 2,5 h    |
| Khi Solar One,    | Upington     | Cap du Nord | Tour solaire   | 50          | fév.2016             | Abengoa           | 2 h      |
| Bokpoort,         | Groblershoop | Cap du Nord | cylind.-parab. | 50          | mars 2016            | ACWA Power        | 9,3 h    |
| Xina Solar One,   | Pofadder     | Cap du Nord | cylind.-parab. | 100         | 2017                 | Abengoa           | 5 h      |
| Kathu Solar Park, | Kathu        | Cap du Nord | cylind.-parab. | 100         | 2018                 | Engie, Acciona    | 4,5 h    |
| Ilanga I,         | Upington     | Cap du Nord | cylind.-parab. | 100         | 2018                 | Emvelo, Cobra     | 5 h      |
| Redstone Solar,   | Postmasburg  | Cap du Nord | tour solaire   | 100         | 2018                 | ACWA/SolarReserve | 12 h     |
| Kotulo Tsatsi     | Kenhardt     | Cap du Nord | tour solaire   | 150         | projet               | SolarReserve      | 12 h     |
| Kalkaar           | Jacobsdal    | État-Libre  | tour solaire   | 150         | projet               | SolarReserve      | 12 h     |
| Rooipunt          | Upington     | Cap du Nord | tour solaire   | 150         | projet               | SolarReserve      | 12 h     |